# 维尔拉德
维尔拉德（法語：Virelade，法語發音：[viʁlad]）是法国吉伦特省的一个市镇，属于朗贡区。

## 地理
维尔拉德（44°39'58"N, 0°22'54"W）面积13.41 平方千米，位于法国新阿基坦大区吉倫特省，该省份为法国西南部沿海省份，是法國本土面积最大的省，北起滨海夏朗德省，西临大西洋，南至朗德省，东南接洛特-加龍省，东临多爾多涅省。
与维尔拉德接壤的市镇（或旧市镇、城区）包括：帕耶、阿尔巴纳茨、伊拉茨、波当萨克、里翁、圣米歇尔德略夫雷。

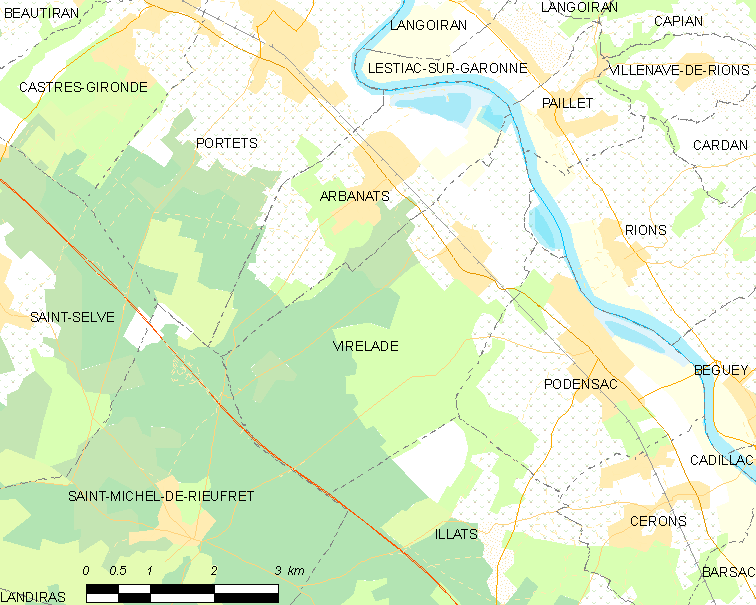
维尔拉德的OSM定位图

维尔拉德的时区为UTC+01:00、UTC+02:00（夏令时）。

## 行政
维尔拉德的邮政编码为33720，INSEE市镇编码为33552。

## 政治
维尔拉德所属的省级选区为砂砾荒原县。

## 人口

1962-2008年间维尔拉德人口变化图示

维尔拉德于2022年1月1日时的人口数量为1120人。